# Parusía

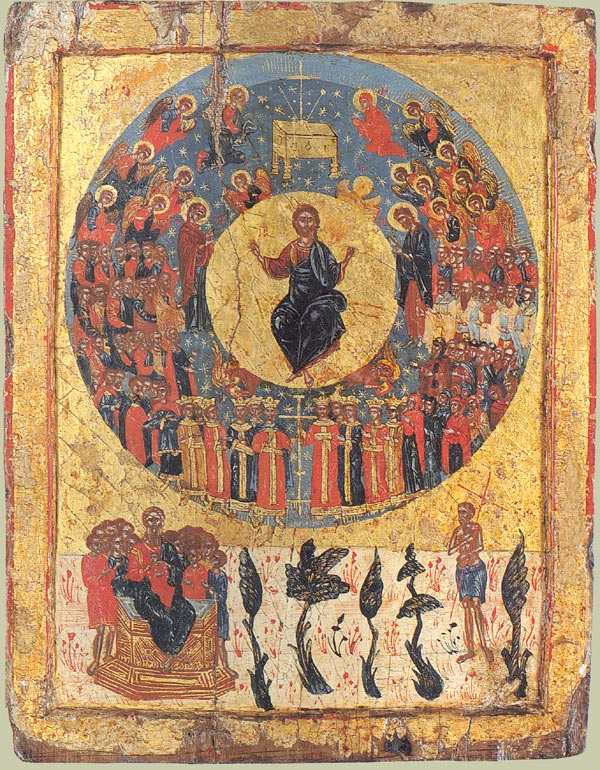
Icono griego de la Segunda Venida, c. 1700

El término parusía (en griego, παρουσία; romanización, parousía; literalmente ‘presencia, advenimiento, llegada’), es la creencia cristiana e islámica de que Jesús regresará a la Tierra tras su ascensión al cielo, un acontecimiento esperado al final de la historia conocido también como: la segunda venida de Cristo, por lo que también se usa la palabra maranata, que significa ‘Cristo viene’. En la Biblia, este advenimiento se menciona en diversas ocasiones, incluidos los cuatro Evangelios. Otras religiones tienen diversas interpretaciones.

## Etimología y terminología
«Parusía» deriva del término griego παρουσία (parousía), forma sustantivada del verbo πάρειμι (páreimi, «estar presente, asistir»). El significado principal del sustantivo era «presencia» o «bienes», aunque en sentido figurado podía significar «venida» o «llegada». En el griego del Nuevo Testamento se utiliza, salvo excepción, con el significado escatológico del segundo advenimiento de Cristo.
En el Nuevo Testamento, la palabra griega ἐπιφάνεια (epiphaneia, aparición) se emplea cinco veces para referirse al regreso de Cristo.
El Nuevo Testamento Griego utiliza el término griego parusía (παρουσία, que significa "llegada", "venida" o "presencia") veinticuatro veces, diecisiete de ellas referidas a Cristo. Sin embargo, parusía tiene la clara referencia a un período de tiempo más que a una instancia en el tiempo. En KJV se usa parusía para describir claramente el período de tiempo que vivió Noé. La palabra griega eleusi, que significa "venida", no es intercambiable con parusía. Así que esta parusía o "presencia" sería única y distinta de todo lo que había ocurrido antes. La palabra también se usa seis veces refiriéndose a individuos (Estéfano, Fortunato y Acaico,:17 esv 2Co. 7:6-72 y Pablo el Apóstol 2Co. 10:10Phil 1:26Phil 2:12) y una vez refiriéndose a la "venida del anticristo".2Tes 2:9
Gustav Adolf Deissmann (1908) mostró que la palabra griega parousia apareció ya en el siglo III a. C. para describir la visita de un rey o dignatario a una ciudad, una visita organizada para mostrar la magnificencia del visitante a la gente.
En el islam, el término Rajʽa (árabe: الرجعة, romanizado: al-rajʿah, lit. 'Regreso') se refiere a la segunda venida. El término es más comúnmente utilizado por los musulmanes chiíes.

## Predicciones y afirmaciones
Las opiniones sobre la naturaleza de la segunda venida varían entre las denominaciones cristianas y entre los cristianos individuales. Se han predicho muchas fechas concretas para la segunda venida, algunas ya en un pasado lejano, otras todavía en el futuro.

## En el cristianismo
La mayoría de las versiones castellanas del Credo Niceno incluyen las siguientes afirmaciones:

...subió al cielo y está sentado a la derecha del Padre. Volverá en su gloria para juzgar a los vivos y a los muertos, y su reino no tendrá fin. ...Esperamos la resurrección de los muertos y la vida del mundo futuro.

Una encuesta realizada en 2010 reveló que alrededor del 40% de los estadounidenses cree que es probable que Jesús regrese en 2050. Esta cifra varía desde el 58% de los cristianos evangélicos blancos, pasando por el 32% de los católicos, hasta el 27% de los protestantes blancos de línea principal. La creencia en la segunda venida fue popularizada en EE. UU. a finales del siglo XIX por el evangelista Dwight L. Moody, y la interpretación premilenial se convirtió en uno de los componentes centrales del fundamentalismo cristiano en la década de 1920.

### Cristianismo primitivo
Jesús dijo a sus discípulos:

En verdad os digo que esta generación (griego: genea) no pasará hasta que hayan sucedido todas estas cosas. El cielo y la tierra pasarán, pero mis palabras no pasarán.

— Mateo 24:34-35, Marcos 13:30-31, Lucas 21:32-33 

La traducción castellana más común de genea es "generación", lo que llevó a algunos a concluir que la segunda venida debía ser presenciada por las personas que vivieran en la misma generación que Jesús. Según el historiador Charles Freeman, los primeros cristianos esperaban que Jesús regresara una generación después de su muerte, y la no ocurrencia de la segunda venida les sorprendió.
En la mayoría de las Biblias alemanas, genea se traduce como "linaje/familia" (Geschlecht), al igual que en danés, sueco y noruego (slægt, släkte y slekt, respectivamente). El lingüista danés Iver Larsen sostiene que la palabra "generación", tal como se utilizaba en la versión del rey Jacobo de la Biblia (1611), tenía un significado mucho más amplio que el actual, y que la traducción correcta de genea en el contexto de la segunda venida es "tipo de personas" (en concreto, el tipo de personas "buenas"; el tipo de personas de los discípulos, que, al igual que las palabras de Jesús, soportarán todas las tribulaciones). En el Salmo 14, la versión del rey Jacobo utiliza "generación" en este sentido amplio y anticuado, cuando declara que "Dios está en la generación de los justos". Según Larsen, el (Diccionario Oxford Universal) afirma que el último uso atestiguado de genea en el sentido de "clase, tipo o conjunto de personas" data de 1727. Larsen concluye que el significado de "generación" en la lengua inglesa se ha reducido considerablemente desde entonces.
El biblista Philip La Grange du Toit sostiene que genea se utiliza sobre todo para describir una familia o linaje atemporal y espiritual de personas buenas o malas en el Nuevo Testamento, y que éste es también el caso del discurso de la segunda venida en Mateo 24. Sin embargo, a diferencia de Larsen, sostiene que la palabra genea denota aquí la "clase de gente mala", porque Jesús había utilizado la palabra en ese sentido peyorativo en el contexto precedente (capítulo 23). También enumera las principales alternativas de traducción que compiten entre sí y algunos de los eruditos que apoyan las distintas opiniones:
- "Esta generación" se refiere a los contemporáneos de Jesús, que serían testigos de "todas estas cosas" (πάντα ταῦτα) descritas en los versículos 4-31, incluida la segunda venida de Jesús. [20][21][22]Dado que los contemporáneos de Jesús no fueron testigos de su segunda venida, algunos sostienen que Jesús se equivocó en sus predicciones. [23][24]
- "Esta generación" se refiere a los contemporáneos de Jesús, que serían testigos de "todas estas cosas", como se indica en los versículos 4-22 o 4-28, que apuntan a la destrucción del templo en el año 70 de la era cristiana y todo lo que condujo a ella. La segunda venida de Jesús (vv. 29-31) queda así excluida de "todas estas cosas".[25][26][27][28]
- "Esta generación" se refiere a los Ἰουδαῖοι (judíos o judaicos), lo que implica que como raza durarían hasta la Parusía.[29][30]
- En la opinión patrística, "esta generación" apunta a la Iglesia contra la que no prevalecerían las puertas del Hades (cf. Crisóstomo, Hom. Mateo. 77:1; Eusebio, Frag. in Lc. ad loc).
- "Esta generación" apunta a alguna generación futura, desde la perspectiva de Mateo, que ve "todas estas cosas".[31][32]
- Las palabras "tener lugar" o "haber tenido lugar" (γένηται) se interpretan como un aoristo ingresivo: "comenzar" o "tener un comienzo". En otras palabras, "todas estas cosas" empezarían a suceder en la generación de los discípulos actuales de Jesús, pero no terminarían necesariamente en su tiempo.[33][34]
- "Esta generación" apunta a cierto tipo de personas de acuerdo con las connotaciones peyorativas a "generación" (γενεά) en otras partes del Evangelio.[35][36][37](Mateo 11:16; 12:39, 41–42, 45; 16:4; 17:17; 23:36) Aunque DeBruyn[38] y Lenski[39] interpretan la expresión de forma similar, conectan "esta generación" con un cierto tipo de personas del Ἰουδαῖοι que se resistieron a Jesús.[40]

También consta que Jesús dijo:

Hay algunos de los que están aquí, que no gustarán la muerte hasta que vean al Hijo del Hombre viniendo en su reino.

-Mateo 16:28 

Hace predicciones similares en otros cinco lugares de los Evangelios. En opinión del escéptico religioso Victor J. Stenger, cuando la venida no se produjo en el tiempo de vida de sus discípulos, el cristianismo cambió su énfasis hacia la resurrección y la promesa de la vida eterna. De igual modo, Albert Schweitzer opinaba que ante el retraso de la parusía la teología cristiana tuvo que helenizar la esperanza del éschaton (fin de los tiempos) inminente convirtiéndola en una fe en la inmortalidad. Una opinión contraria es que es la venida de Jesús con poder en la montaña lo que proporciona el marco interpretativo correcto para la afirmación "no gustaréis la muerte". El autor de Segunda de Pedro describe el acontecimiento:

Porque no nos ateníamos a mitos ingeniosamente urdidos cuando os dimos a conocer el poder y la venida de nuestro Señor Jesucristo, sino que habíamos sido testigos oculares de su majestad. Porque él recibió honor y gloria de Dios Padre cuando le fue transmitida aquella voz por la Gloria Majestuosa, que decía: "Este es mi Hijo, mi Amado, en quien tengo complacencia". Nosotros mismos oímos esa voz que venía del cielo, mientras estábamos con él en el monte santo.

- 2 Pedro 1,16-18 

### Preterismo
La postura que asocia la segunda venida con acontecimientos del siglo I, como la destrucción de Jerusalén y del Templo judío en el año 70 d. C., se conoce como Preterismo.
Algunos preteristas ven esta "venida del Hijo del Hombre en gloria" cumplida principalmente en la muerte de Jesús en la cruz. Creen que los signos apocalípticos ya se han cumplido, incluyendo "el sol se oscurecerá", los "poderes ... serán sacudidos", y "entonces verán". Sin embargo, algunos críticos señalan que faltan muchas, como "Pero el día del Señor vendrá como ladrón en la noche, en el cual los cielos pasarán con gran estruendo, y los elementos se fundirán con ardiente calor; tanto la tierra como las obras que hay en ella serán quemadas". Y "Entonces aparecerá la señal del Hijo del Hombre en el cielo, y entonces lamentarán todas las tribus de la tierra, y verán al Hijo del Hombre viniendo sobre las nubes del cielo con poder y gran gloria".

### Ortodoxia oriental
La opinión tradicional de los cristianos ortodoxos, conservada de la Iglesia primitiva, es que la Segunda Venida será un incidente repentino e inconfundible, como "un relámpago". Sostienen la opinión general de que Jesús no pasará ningún tiempo en la Tierra ejerciendo su ministerio o predicando, sino que vendrá a juzgar a la humanidad. Enseñan que el ministerio del Anticristo tendrá lugar justo antes de la Segunda Venida.
La Iglesia Ortodoxa Etíope, que forma parte de la comunión de iglesias ortodoxas orientales, enseña que la segunda venida de Jesús será radicalmente distinta de su primera venida, que "fue para salvar al mundo perdido".
El laico ortodoxo Alexander Kalomiros explica la postura de la Iglesia original respecto a la Segunda Venida en Río de fuego y Contra la falsa unión, afirmando que quienes sostienen que Cristo reinará en la tierra durante mil años "no esperan a Cristo, sino al Anticristo". La idea de que Jesús regrese a esta tierra como rey es un concepto herético para la Iglesia, equiparado a "las expectativas de los judíos que querían que el Mesías fuera un Rey terrenal". La Iglesia, en cambio, enseña lo que ha enseñado desde el principio.

### Luteranismo y anglicanismo

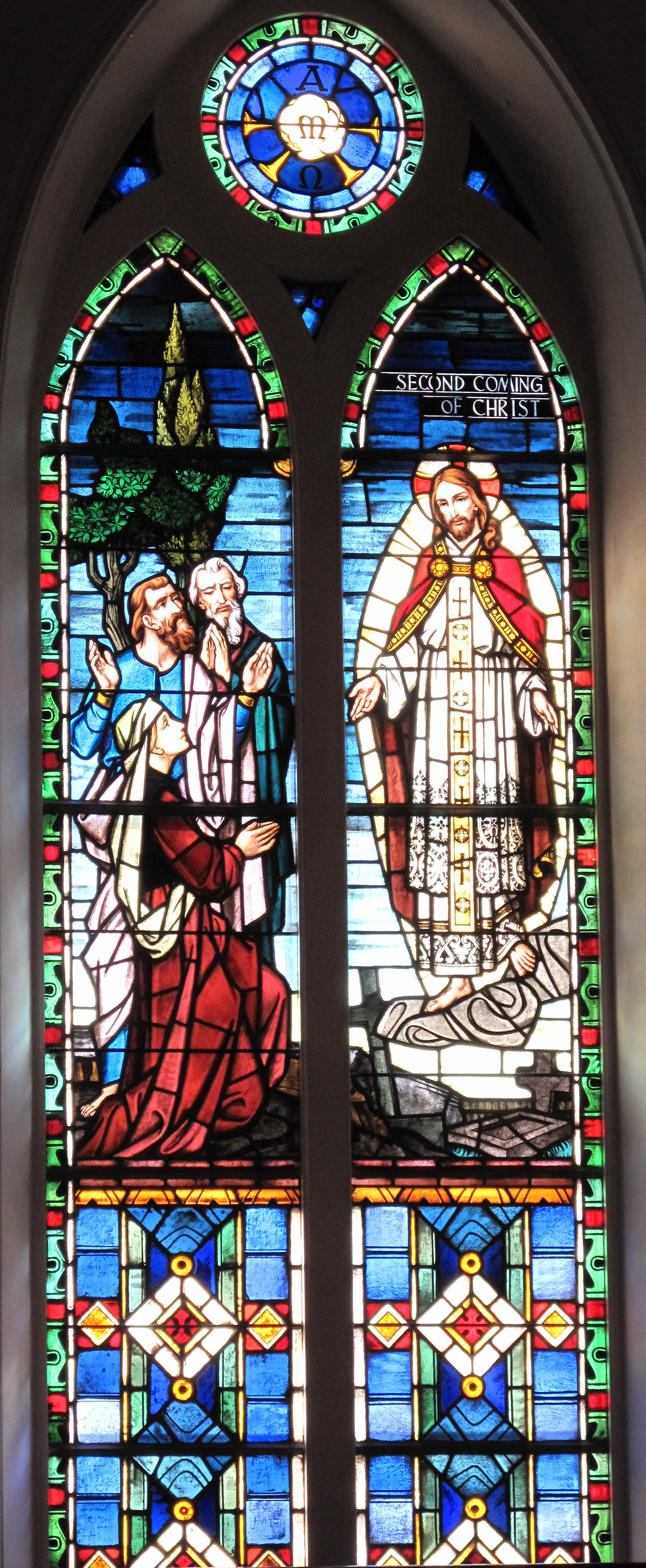
Vidriera de la Segunda Venida de Cristo en la Iglesia Evangélica Luterana Alemana de San Mateo en Charleston, Carolina del Sur, Estados Unidos.

El Credo de Nicea y el Credo de los Apóstoles, que se recitan durante las liturgias luterana y anglicana, contienen una referencia a la segunda venida: "Él (Jesús) vendrá otra vez con gloria para juzgar a los vivos y a los muertos; y su reino no tendrá fin". Una afirmación análoga figura también en el Credo paulino bíblico (1 Corintios 15:23).
Las Iglesias luterana y anglicana proclaman el Misterio de la Fe en sus liturgias: "Cristo ha muerto, Cristo ha resucitado, Cristo volverá".

### Metodismo
Las denominaciones metodistas enseñan que la Segunda Venida está relacionada con el Juicio Final, tal como se profesa en los Credos. La Iglesia Metodista Unida no enseña que habrá un "rapto" ni especula sobre la naturaleza de la Segunda Venida.

### Movimiento de los Santos de los Últimos Días
Las obras estándar de la mayor denominación del movimiento de los Santos de los Últimos Días, la Iglesia de Jesucristo de los Santos de los Últimos Días (Iglesia SUD), dicen que Cristo regresará, como se afirma en la Biblia. También enseñan que:

Cuando el Salvador venga de nuevo, vendrá en poder y gloria para reclamar la tierra como Su reino. Su Segunda Venida marcará el comienzo del Milenio. La Segunda Venida será un tiempo temeroso y triste para los malvados, pero será un día de paz para los justos. 

La Iglesia de Jesucristo de los Santos de los Últimos Días y sus líderes no hacen predicciones sobre la fecha real de la Segunda Venida.
Los Santos de los Últimos Días tienen interpretaciones particularmente distintas y específicas de lo que se consideran señales establecidas en el Libro del Apocalipsis. Según las enseñanzas de La Iglesia de Jesucristo de los Santos de los Últimos Días, el Evangelio restaurado se enseñará en todas partes del mundo antes de la Segunda Venida. Los miembros de la Iglesia creen que habrá guerras cada vez más graves, terremotos, huracanes y otros desastres naturales y provocados por el hombre antes de la Segunda Venida(65).

### Adventistas del Séptimo Día
La Creencia Fundamental n.º 25 de la Iglesia Adventista del Séptimo Día afirma:

La segunda venida de Cristo es la bendita esperanza de la Iglesia, el gran clímax del Evangelio. La venida del Salvador será literal, personal, visible y mundial. Cuando Él regrese, los justos muertos serán resucitados, y junto con los justos vivos serán glorificados y llevados al cielo, pero los injustos morirán. El cumplimiento casi completo de la mayoría de las profecías, junto con la condición actual del mundo, indica que la venida de Cristo es inminente. El tiempo de ese acontecimiento no ha sido revelado, y por lo tanto se nos exhorta a estar preparados en todo momento. 

### Testigos de Jehová
Los Testigos de Jehová rara vez utilizan el término "segunda venida", prefiriendo el término "presencia" como traducción de parusía. Creen que la comparación que hace Jesús de "la presencia del Hijo del Hombre" con "los días de Noé" en Mateo 24:37-39 y Lucas 17:26-30 sugiere una duración más que un momento de llegada. También creen que la cronología bíblica señala 1914 como el comienzo de la "presencia" de Cristo, que continúa hasta la batalla final de Armagedón. Otras expresiones bíblicas que correlacionan con este periodo son "el tiempo del fin" (Daniel 12:4), "la conclusión del sistema de cosas" (Mateo 13:40,49; 24:3) y "los últimos días" (2 Timoteo 3:1; 2 Pedro 3:3) Los testigos creen que el reinado milenario de Cristo comienza después de Armagedón.

### Emanuel Swedenborg y la Nueva Iglesia
Emanuel Swedenborg, un científico del siglo XVIII convertido en teólogo, enseñó que su época (que los historiadores han llamado el Siglo de las Luces) fue una época de oscuridad y duda para la Iglesia cristiana. La historiadora Marguerite Beck Block escribe:

Ahora, pues, era tiempo de que se fundara una nueva iglesia sobre la tierra, y para ello era necesario que el Señor mismo hiciera su Segunda Venida a los hijos de los hombres.

"A la noche sigue una mañana que es la venida del Señor... La opinión prevaleciente en las iglesias en la actualidad es, que cuando el Señor venga para el juicio final. Aparecerá en las nubes del cielo con ángeles y sonido de trompetas, etc.", pero esta opinión es errónea. La Segunda Venida del Señor no es una venida en persona, sino en espíritu y en la Palabra, que es de Él, y es Él mismo... Hasta ahora no se ha sabido que 'las nubes del cielo' significan el Verbo en el sentido de la letra, y que la 'gloria y el poder' en que Él ha de venir entonces, significan el sentido espiritual del Verbo, porque nadie hasta ahora ha tenido la menor conjetura de que hay un sentido espiritual en el Verbo, tal como este sentido es en sí mismo. Pero como el Señor me ha abierto ahora el sentido espiritual de la Palabra, y me ha concedido asociarme con los ángeles y los espíritus en su mundo como uno de ellos, ahora se revela.

...Esta Segunda Venida del Señor se efectúa por medio de un hombre a quien el Señor se ha manifestado en Persona, y a quien ha llenado de Su Espíritu, para que enseñe las doctrinas de la Nueva Iglesia de parte del Señor por medio de la Palabra... Que el Señor se manifestó ante mí. Su siervo, y me envió a este oficio,... Afirmo en verdad". 

### Enseñanzas esotéricas cristianas
En la enseñanza de Max Heindel se distingue entre el Cristo cósmico, o Cristo exterior, y el Cristo interior. Según esta tradición, el Cristo interior es considerado como el verdadero Salvador que necesita nacer dentro de cada individuo para evolucionar hacia la futura Sexta Época en el plano etérico de la Tierra, es decir, hacia los "nuevos cielos y una nueva tierra": la Nueva Galilea. La Segunda Venida o Advenimiento de Cristo no es en un cuerpo físico, sino en el nuevo cuerpo anímico de cada individuo en el plano etérico del planeta, donde el hombre "será arrebatado en las nubes para encontrarse con el Señor en el aire". Se desconoce el "día y la hora" de este acontecimiento. La tradición esotérica cristiana enseña que primero habrá un período preparatorio cuando el Sol entre en Acuario, concepto astrológico, por precesión: la próxima Era de Acuario(83).

## En el catolicismo

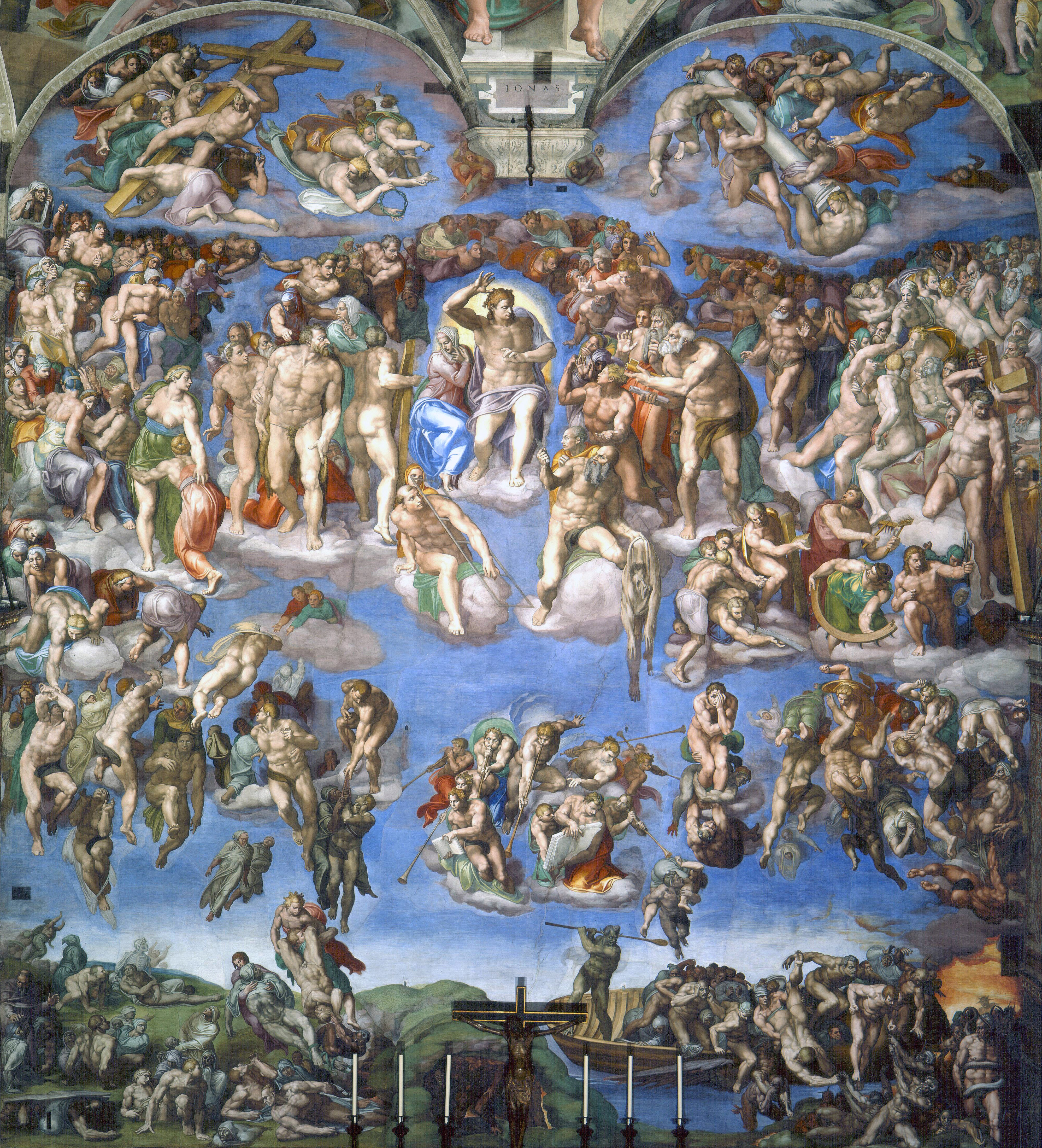
El Juicio Final por Miguel Ángel (1541) en la Capilla Sixtina, Roma.

Según la Iglesia Católica, la segunda venida traerá la plenitud del reino de Dios y la consumación del universo, la humanidad y la salvación. La Iglesia Católica cree que hay tres cosas que aceleran el regreso de Jesús: el poder transformador del Espíritu Santo en la liturgia; vivir con el espíritu de Jesús; y rezando para que el Señor venga, sobre todo en la Eucaristía.
Se dice que la segunda venida ocurrirá en un solo momento, de forma repentina e inesperada (ni siquiera los ángeles, los santos o los demonios saben cuándo ocurrirá). Provocará la plenitud del reinado de Dios y la consumación del universo y de la humanidad.
La plenitud del Reino de Dios significa que Dios manifiesta plenamente la victoria que obtuvo sobre sus enemigos (el pecado, el sufrimiento y Satanás) en la Cruz. Así como Dios se reveló gradualmente a Israel hasta el nacimiento de Jesús,así Dios manifiesta gradualmente su victoria mediante los sacramentos de la Iglesia (el bautismo que perdona el pecado y exorciza a Satanás, la santa unción que alivia el sufrimiento, etc.),hasta el momento en que manifestará plenamente su victoria mediante la consumación del universo y de la humanidad, por ejemplo mediante la participación del universo y de la humanidad en la resurrección de Jesús (el universo transfigurado y los muertos resucitados, juzgados y recompensados).
La iglesia no cree que la segunda venida se producirá a través de una catástrofe (como una guerra nuclear o un evento de extinción), reencarnación (como alguien que dice ser Jesús), progreso social o tecnológico (como la humanidad aboliendo la esclavitud o curando enfermedades) o ascendencia (como la iglesia teniendo poder político). Tampoco cree en la doble predestinación.
En el momento de la llegada de Jesús, tres acontecimientos sucederán a la vez en un instante, en un abrir y cerrar de ojos: los vivos morirán, el universo se transfigurará y los muertos resucitarán, serán juzgados y recompensados. Después de este único instante o momento, la Iglesia no sabe lo que ocurrirá durante el resto de la eternidad, sólo que los condenados seguirán en el infierno y los salvados seguirán experimentando la visión beatífica.
La segunda venida se suspende hasta que Jesús sea reconocido por "todo Israel", y será seguida por una última y definitiva tentación al pecado (en este caso, la apostasía) causada por el anticristo. Sin embargo, hay tres cosas que aceleran la segunda venida: la celebración de la Eucaristía; los cristianos que viven con la mente de Jesús; y los cristianos que rezan por la segunda venida.
Muchas denominaciones cristianas consideran que esta segunda venida de Cristo es el juicio final y eterno por parte de Dios de las personas de cada nación, resultando en la glorificación de unos y el castigo de otros. El concepto se encuentra en todos los evangelios canónicos, particularmente en el evangelio de Mateo.
Un factor decisivo en este Juicio Final durante la segunda venida de Cristo será la cuestión de si las obras de misericordia corporales y espirituales fueron practicadas o no en vida. Se califican como importantes actos de misericordia, caridad y justicia. Por ello, y según las fuentes bíblicas (Mateo 25:31-46), la conjunción del Juicio Final y las obras de misericordia es muy frecuente en la tradición pictórica del arte cristiano.

## En el islam

### Visión tradicional
En el islam, Jesús (o Isa; árabe: عيسى ʿĪsā) es considerado un Mensajero de Dios y el masih (mesías) que fue enviado para guiar a los banī isrā'īl (los israelitas) con una nueva escritura, el Injīl (Evangelio). La creencia en Jesús (y en todos los demás mensajeros de Dios) es obligatoria en el islam, y un requisito para ser musulmán. Sin embargo, los musulmanes creen que Jesús nunca fue crucificado ni resucitó, sino que ascendió directamente al cielo. Además, no reconocen a Jesús como Hijo de Dios, ya que creen que Dios no tiene iguales, sino que fue simplemente un profeta. El Corán afirma que Jesús nació de la Virgen María. Los musulmanes creen que Jesús realizó todos los milagros de los Evangelios (con el permiso de Dios). El versículo pertinente de la sura An-Nisa 4:157 dice: "Y por haber dicho: "En verdad, hemos matado al Mesías, Jesús, el hijo de María, el mensajero de Alá"". Y no lo mataron, ni lo crucificaron, sino que otro se les hizo semejante. Y, en verdad, los que difieren sobre ello tienen dudas al respecto. No tienen conocimiento de ello salvo el seguimiento de la suposición. Y no lo mataron, por cierto". 4:158 continúa "antes bien, Alá lo elevó hacia Sí. Alá es Exaltado en Poder y Sabio".
El Corán hace referencia a una conversación entre Jesús y Dios el día del juicio en la sura Al-Ma'idah 5:116, 5:117. Jesús es interrogado 5:116 "¿Pediste alguna vez a la gente que te adoraran a ti y a tu madre como dioses aparte de Alá?" A lo que Jesús responde 5:117 "Nunca les dije nada excepto lo que Tú me ordenaste decir: "¡Adorad a Alá, mi Señor y vuestro Señor!". Y fui testigo sobre ellos mientras permanecí entre ellos".

Y "en el Día del Juicio" Alá dirá: "¡Oh Jesús, hijo de María! Alguna vez pediste a la gente que te adorara a ti y a tu madre como dioses aparte de Alá?". Él responderá: "¡Gloria a Ti! ¿Cómo pude decir lo que no tenía derecho a decir? Si hubiera dicho tal cosa, ciertamente lo habrías sabido. Tú sabes lo que hay en mí, pero yo no sé lo que hay en Ti. Tú eres el Conocedor de lo oculto. 5:116

Nunca les dije nada excepto lo que Tú me ordenaste decir: "Adorad a Alá, mi Señor y vuestro Señor". Y fui testigo sobre ellos mientras permanecí entre ellos. Pero, cuando me llevaste, Tú fuiste el Testigo sobre ellos, y Tú eres el Testigo sobre todas las cosas. 5:117

En el Corán, la segunda venida de Jesús se anuncia en la sura Az-Zukhruf como una señal del Día del Juicio.

Y (Jesús) será una Señal (de la llegada de) la Hora (del Juicio): por tanto, no dudéis de la (Hora) y seguidme: éste es un Camino Recto. 43:61. 

Ibn Kathir presenta este versículo como prueba de la segunda venida de Jesús en el Corán en su exégesis Tafsir al-Qur'an al-Azim.
También hay hadices que predicen el futuro regreso de Jesús, como: Sahih al-Bujari, Volumen 3, Libro 43: Kitab-ul-`Ilm (Libro del Conocimiento), Hadiz Número 656:

El Apóstol de Alá dijo: "La Hora no se establecerá hasta que el hijo de María (es decir, Jesús) descienda entre vosotros como un gobernante justo, romperá la cruz, matará a los cerdos y abolirá el impuesto de la Jizya. Habrá dinero en abundancia y nadie lo aceptará (como donativos caritativos)". 

Según la tradición islámica, el descenso de Jesús se producirá en medio de las guerras libradas por el Mahdi (lit. "el rectamente guiado"), conocido en la escatología islámica como el redentor del Islam, contra el al-Masih ad-Dajjal (literalmente "el falso mesías", sinónimo del Anticristo) y sus seguidores. Jesús descenderá en la punta de una arcada blanca, al este de Damasco, vestido con túnicas de azafrán y con la cabeza ungida. Entonces se unirá al Mahdi en su guerra contra el Dajjal. Jesús, considerado en el islam como un musulmán (alguien que se somete a Dios) y uno de los mensajeros de Dios, acatará las enseñanzas islámicas. Finalmente, Jesús matará al Anticristo Dajjal, y entonces todos los de la Gente del Libro (ahl al-kitāb, refiriéndose a judíos y cristianos) creerán en él. Así, habrá una sola comunidad, la del Islam. Sahih Muslim, 41:7023
Tras la muerte del Mahdi, Jesús asumirá el liderazgo. Se trata de una época asociada en la narrativa islámica a la paz y la justicia universales. Los textos islámicos también aluden a la aparición de Ya'juj y Ma'juj (Gog y Magog), antiguas tribus que se dispersarán y causarán disturbios en la Tierra. Dios, en respuesta a las plegarias de Jesús, los matará enviándoles una especie de gusano en la nuca. Se dice que el reinado de Jesús durará unos cuarenta años, tras los cuales morirá (ya que, según el islam, Jesús no murió en la cruz, sino que fue llevado al cielo y sigue viviendo hasta su regreso en la segunda venida). Los musulmanes realizarán entonces el Salat al-Yanazah (oración fúnebre) por él y lo enterrarán en la ciudad de Medina en una tumba que quedará vacante junto a la de Mahoma.

### Ahmadiyya

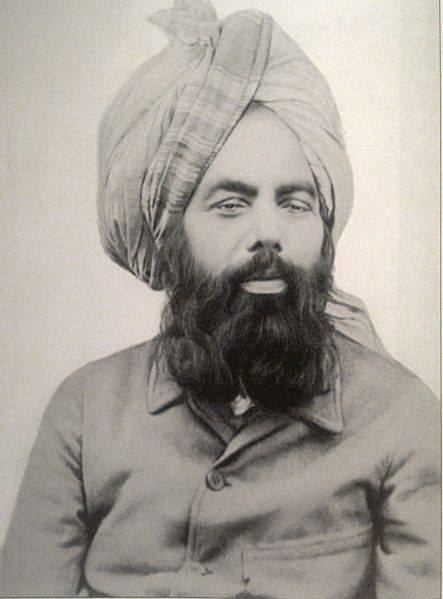
Mirza Ghulam Ahmad

El movimiento Ahmadiyya cree que el Mahdi y Mesías prometido llegó en la persona de Mirza Ghulam Ahmad (1835-1908). Esto es ampliamente rechazado por otros musulmanes, que no consideran a los ahmadíes una secta legítima del islam.
Los hadices (dichos del profeta islámico Mahoma) y la Biblia indicaban que Jesús regresaría durante los últimos días. La tradición islámica suele afirmar que Jesús, en su segunda venida, sería ummati (musulmán) y seguidor de Mahoma, y que reviviría la verdad del islam en lugar de fomentar una nueva religión.
El movimiento Ahmadiyya interpreta que la Segunda Venida de Jesús profetizada es la de una persona "parecida a Jesús" (mathīl-i ʿIsā) y no su regreso físico, del mismo modo que Juan el Bautista se parecía al personaje del profeta bíblico Elías en el cristianismo. Los ahmadíes creen que Mirza Ghulam Ahmad (el fundador del movimiento) demostró que la profecía de los textos religiosos musulmanes y cristianos se malinterpretó tradicionalmente para sugerir que el propio Jesús de Nazaret regresaría, y sostienen que Jesús sobrevivió a la crucifixión y posteriormente murió de muerte natural. Los ahmadíes consideran que Ghulam Ahmad, tanto en su carácter como en sus enseñanzas, es representativo de Jesús, y que alcanzó el mismo rango espiritual de profeta que Jesús. Por lo tanto, los ahmadíes creen que esta predicción se cumplió y continuó con su movimiento.

## El la fe Bahá'í

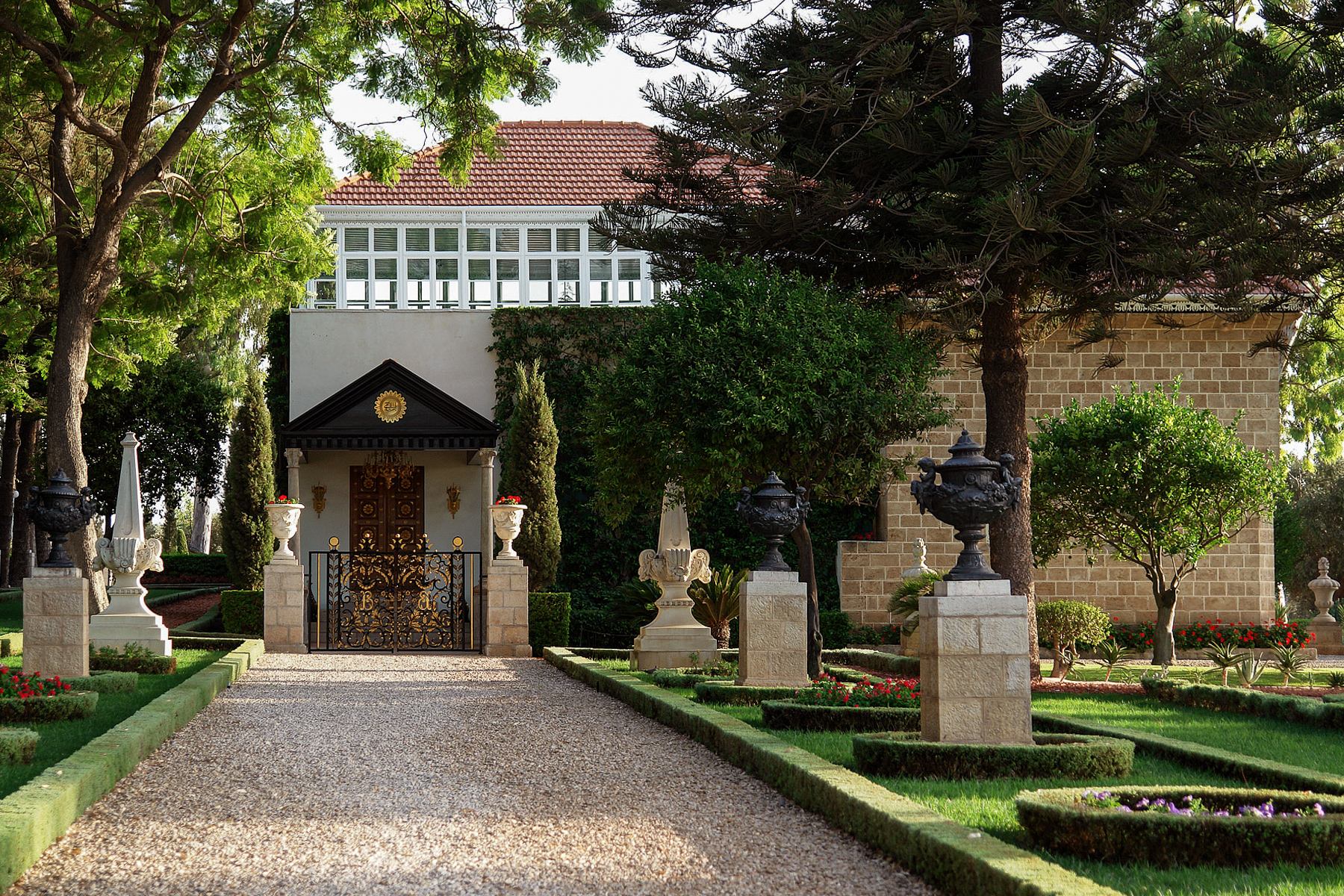
Santuario de Bahá'u'lláh

Según la fe Baháʼí, la Segunda Venida es un proceso gradual que coincide con el avance de la civilización humana desde el principio de la humanidad. Enseña que los fundadores de las principales religiones del mundo representan cada uno un retorno de la Palabra y el Espíritu de Dios como una nueva y única personificación enviada por Dios, que introduce nuevas enseñanzas, leyes y revelaciones, de tal modo que todas las religiones principales forman parte de una revelación progresiva. Se dice que cada Venida se basa en las principales religiones mundiales surgidas en épocas anteriores, verificando verdades espirituales anteriores y cumpliendo sus profecías sobre un futuro retorno o venida. En este contexto, la Segunda Venida se representa como una continuación de la voluntad de Dios en una fe continua, con diferentes nombres según la presenten los fundadores de cada religión como la voz de Dios en diferentes momentos de la historia.
Bahá'u'lláh anunció que él era una manifestación del Cristo retornado, entendido como una reaparición de la Palabra y el Espíritu de Dios:

Oh tú que esperas, no tardes más, pues Él ha venido. Contempla Su Tabernáculo y Su Gloria que mora en él. Es la Antigua Gloria, con una nueva Manifestación. 

Escribió al Papa Pío IX:

Aquel que es el Señor de los Señores ha venido cubierto de nubes... Él, en verdad, ha bajado de nuevo del Cielo como bajó la primera vez. Guárdate de disputar con Él como los fariseos disputaron con Él sin una clara señal o prueba. 

Se refirió a sí mismo como el Anciano de Días y la Pluma de Gloria, y también afirmó:

Este es el Padre predicho por Isaías, y el Consolador acerca de Quien el Espíritu había pactado con vosotros. Abrid los ojos, oh concurso de obispos, para que veáis a vuestro Señor sentado en el Trono del poder y de la gloria. 

Bahá'u'lláh también escribió:

Di: Nosotros, en verdad, Nos hemos dado como rescate por vuestras propias vidas. Ay, cuando volvimos una vez más, os vimos huir de Nosotros, por lo que el ojo de Mi amorosa bondad lloró desconsoladamente sobre Mi pueblo". 

Los seguidores de la Fe bahá'í creen que las profecías de la segunda venida de Jesús (junto con las profecías de otras religiones) fueron cumplidas por su precursor el Báb en 1844 y luego por los acontecimientos ocurridos durante los días de Bahá'u'lláh. Creen que el cumplimiento de las profecías cristianas por parte de Bahá'u'lláh es similar al cumplimiento de las profecías judías por parte de Jesús, donde en ambos casos la gente esperaba el cumplimiento literal de las declaraciones apocalípticas que condujeron al rechazo del Retorno, en lugar de aceptar el cumplimiento de forma simbólica y espiritual. Los baháʼís entienden que el regreso del Cristo con un nuevo nombre fue pensado por Jesús como un Regreso en sentido espiritual, debido a que Jesús explicó en los Evangelios que el regreso de Elías en Juan el Bautista fue un regreso en sentido espiritual.

## En el judaísmo
El judaísmo enseña que Jesús es uno de los falsos pretendientes judíos al Mesías porque no cumplió ninguna de las profecías mesiánicas, entre las que se incluyen:
1. Construir el Tercer Templo (Ezequiel 37:26-28).
2. Reunir a todos los judíos en la Tierra de Israel (Isaías 43:5-6).
3. Inaugurar una era de paz mundial y poner fin al odio, la opresión, el sufrimiento y la enfermedad. Como dice: "No alzará espada nación contra nación, ni se adiestrará más el hombre para la guerra". (Isaías 2:4)
4. Difundir el conocimiento universal del Dios de Israel, que unirá a la humanidad como una sola. Como dice: "Dios será Rey sobre todo el mundo ― en aquel día, Dios será Uno y Su Nombre será Uno" (Zacarías 14:9).[122]

En cuanto a la idea cristiana de que estas profecías se cumplirán durante una "segunda venida", Ohr Samayach afirma que "nos parece una respuesta artificiosa, ya que en la Biblia judía no se menciona una segunda venida. En segundo lugar, ¿por qué no pudo Dios cumplir sus objetivos la primera vez?". El rabino David Wolpe cree que la Segunda Venida fue "fruto de una auténtica decepción. (...) Cuando Jesús murió, los verdaderos creyentes tuvieron que compensar teológicamente el desastre".

## En el movimiento rastafari
En los primeros desarrollos de la religión rastafari, Haile Selassie (el emperador etíope) era considerado miembro de la Casa de David, es adorado como Dios encarnado y se cree que es el "Jesús negro" y el "mesías negro", la segunda venida de Cristo. Se afirmaba que Marcus Garvey predicó la llegada del mesías negro en vísperas de la coronación de Selassie. Debido a esta profecía, Selassie fue la fuente de inspiración de las poblaciones cristianas pobres e incultas de Jamaica, que creían que el emperador liberaría al pueblo negro de la subyugación de los colonos europeos.

## Comentario de Paramahansa Yogananda
En los tiempos modernos, algunos líderes religiosos tradicionales indios han adoptado a Jesús como avatar o encarnación de Dios. En vista de ello, el gurú indio Paramahansa Yogananda, autor de Autobiografía de un yogui, escribió un extenso comentario sobre los Evangelios publicado en 2004 en dos volúmenes: La Segunda Venida de Cristo: La resurrección de Cristo dentro de ti. El libro ofrece una interpretación mística de la Segunda Venida en la que se entiende que es una experiencia interior, algo que tiene lugar dentro del corazón individual. En la introducción de este libro, Yogananda escribió que la verdadera Segunda Venida es la resurrección dentro de ti de la Conciencia Crística Infinita. También se afirma en el Libro de Lucas – "Ni dirán: ¡Aquí estáis! o, ¡he aquí! porque, he aquí, el reino de Dios está dentro de vosotros". (Lucas 17:21)
Daya Mata escribió en el prefacio de La Segunda Venida de Cristo que el "tratado escritural en dos volúmenes representa así la culminación inclusiva de la comisión divina de Paramahansa Yogananda de manifestar al mundo la esencia del cristianismo original tal como lo enseñó Jesucristo". Al compartir sus recuerdos del momento en que escribió sus palabras, comparte: "el gran Gurú, con su rostro radiantemente embelesado, mientras registra para el mundo la inspirada exposición de las enseñanzas evangélicas que le fueron impartidas a través de la comunión directa y personal con Jesús de Nazaret". El doctor Larry Dossey escribió que "La Segunda Venida de Cristo de Paramahansa Yogananda es uno de los análisis más importantes que existen sobre las enseñanzas de Jesús. ... Muchas interpretaciones de las palabras de Jesús dividen a pueblos, culturas y naciones; éstas fomentan la unidad y la sanación, y por eso son vitales para el mundo de hoy".

## En la cultura moderna
El regreso de Jesucristo a la Tierra ha sido tema de varias películas y libros, por ejemplo
- La Séptima profecía– Película de 1988 protagonizada por Demi Moore sobre una mujer embarazada que descubre que la Segunda Venida de Cristo le ha alquilado una habitación para iniciar la cuenta atrás que desencadenará el Apocalipsis.
- Left Behind – Franquicia de películas y libros (1995– ) construida por Tim LaHaye y Jerry B. Jenkins basada en el periodo de tiempo antes, durante y después de la Segunda Venida de Cristo.
- Fin de los días – Película de acción y aventuras de 1999 protagonizada por Arnold Schwarzenegger sobre un policía que debe detener a Satanás antes de que acabe con el mundo.
- Thief In the Night de William Bernard Sears – La popular personalidad de la televisión y la radio interpreta el papel de un detective al escribir un libro sobre la identificación de las pistas y los símbolos de las profecías bíblicas del regreso de Cristo que se han pasado por alto o se han malinterpretado, y llega a una conclusión impactante (2002).[130]
- SCARS: Christian Fiction End-Times Thriller por Patience Prence - 2010 novela sobre una chica llamada Becky que lucha a través del tiempo de la Gran Tribulación.[131]
- At the End of All Things de Stony Graves - novela de 2011 sobre los días posteriores al Arrebatamiento, y justo antes de la Guerra Final entre Dios y Satanás.[132]
- La Segunda Venida: Una historia de amor de Scott Pinsker – novela de 2014 sobre dos hombres que afirman ser la Segunda Venida de Cristo. Cada uno afirma que el otro es un mentiroso, pero solo uno dice la verdad.[133]
- Black Jesus – Serie de televisión de Adult Swim (2014-2015 y 2019) creada por Aaron McGruder y Mike Clattenburg, cuenta la historia de Jesús viviendo en el actual Compton, California, y sus esfuerzos por difundir el amor y la bondad a diario. En su misión cuenta con el apoyo de un pequeño pero leal grupo de seguidores oprimidos, mientras se enfrenta a conflictos relacionados con predicadores corruptos, tensiones étnicas y las actividades de propagación del odio del administrador de su complejo de apartamentos.
- "Buenos Presagios" – Serie de televisión y franquicia de libros. La Segunda Venida será el tema central de la tercera y última temporada.[134]